# Ania Bien
Ania Franczeska Hodde-Bien (Krakau, 10 mei 1946) is een Pools-Amerikaans-Nederlands fotograaf en beeldend kunstenaar van joodse komaf.
Bien emigreerde in 1958 met haar familie naar de Verenigde Staten waar ze aan het Pratt Institute en de Columbia University studeerde. Media jaren 70 kwam ze naar Nederland waar ze huwde. Bien werd aangenomen bij Ateliers '63 maar richtte zich al snel op zwart-wit fotografie. In 1977 had ze in New York haar eerste solotentoonstelling en in 1979 had ze haar eerste belangrijke tentoonstelling in Nederland. Ze was actief als gastdocent aan verschillende Nederlandse academies.  